# Bernd Schaumann
Bernd Schaumann (* 21. Februar 1947 in Leverkusen) ist ein deutscher freiberuflicher Komponist, Arrangeur, Orchesterleiter, Musiker und Musikpädagoge.

## Leben
Bernd Schaumann hat in Bochum Musik- und Theaterwissenschaften studiert und lebt in Köln. Seine Arbeitsschwerpunkte sind Kompositionen und Arrangements zu Theaterstücken, Tonfilmvertonungen,  musikalische Aktionen wie z. B. Stadtmusik Siegburg 1994 und die Tätigkeit als Komponist und Arrangeur für die Kölner Blasorchester Dicke Luft und Amore e Problemi.
Ein weiterer Schwerpunkt ist die musikpädagogische Arbeit mit Kindern und Jugendlichen. So hat er an mehreren Kölner Schulen Orchester gegründet und leitet diese.
Bernd Schaumann ist mit der Museumspädagogin und Autorin Elisabeth Mick verheiratet.

## Werkauswahl
- Shakespeare: Der Sturm, Sommernachtstraum
- Lorca: Bluthochzeit, In seinem Garten....
- Mitterer: Drachendurst
- Alice im Wunderland. Kinderstück nach Caroll (1994)
- Arrangement zur Dreigroschenoper von Brecht/Weill
- La Strada
- Pinocchio für Blockflöten-Orchester/Ensemble (1994)
- Zibaldone für Blockflöten-Orchester/Ensemble (1995)
- Der süße Brei. Kinderstück nach den Gebrüdern Grimm (1994)
- Drei Miniaturen (1995) für Flöte und Violoncello
- Kinderoper Lina Mirólina nach einem Bild von Miró, Text: Elisabeth Mick
- Musical Angelo Luzifero
- Musikalische Erzählung Daidalos und Ikaros
- Stummfilmvertonung zu Chaplins Der Vagabund
- Die chinesische Nachtigall, Musikmärchen nach Hans Christian Andersen mit dem Cassiopeia Theater nach dem Text von Claudia Hann
- Tango Casiloste – für Elisabeth
- Im Kino gewesen – geweint. Kleine musikalische Filmgeschichte mit Amore e Problemi
- Produktion Heinrich Heine: Deutschland. Ein Wintermärchen von Tobias Weber, Gerd Buurmann und Kristina Günther-Vieweg (2006)
- La dolce vita. Eine Italienrevue. Musik: Nino Rota, Idee und Arrangement: Bernd Schaumann (2007)